# ロドリゲス・ペーニャ
『ロドリゲス・ペーニャ』（Rodríguez Peña）はビセンテ・グレコ作曲のタンゴ。 

## 概要
1911年発表の曲。
曲名はこの曲が発表されたサロンである「サン・マルティン San Martín」のある通りの名「ロドリゲス・ペーニャ通り」（Calle Rodríguez Peña）にちなんでいる。
陽気な調子の曲である。フランシスコ・カナロ楽団、ファン・ダリエンソ楽団、その他いろいろなタンゴ楽団のレコード録音が聴かれる。
ファン・ベリッチ Juan Velich と ラファエル・ベリッチ Rafael Velich の共作の歌詞がついている。